# Ischia Calcio
L'S.S.D. Ischia Calcio, comunemente conosciuta come Ischia Isolaverde, Ischia Calcio o Ischia, è una società calcistica italiana con sede a Ischia (NA), sull'isola omonima.
Fondata nel 2017, è erede della tradizione sportiva iniziata nel 1922 con la fondazione della polisportiva Robur e poi transitata attraverso diversi soggetti societari, ultimo dei quali la Società Sportiva Ischia Isolaverde, estromessa nel 2016 dal campionato di Serie D e attiva esclusivamente in campionati giovanili nelle stagioni 2016-17 e 2017-18.
Nel corso della sua storia, a livello nazionale, ha ottenuto una promozione in Serie C1 nel 1986-87 e una in Lega Pro nel 2013-14, ha vinto un campionato di Serie C2 nel 1990-91, un Campionato Interregionale nel 1982-83 e un campionato di Serie D nel 2012-13. Inoltre nella stagione 2012-13 si è laureata Campione d'Italia Serie D vincendo lo Scudetto di categoria. È l'unica squadra di calcio basata su un'isola minore italiana che ha preso parte a campionati nazionali professionistici. Nella stagione 2019/2020 vince il campionato di Promozione Campania. Nella stagione 2022/2023 vince il campionato di Eccellenza Campania ritornando ancora una volta in Serie D, quarto livello del campionato italiano di calcio.

## Storia

### Le origini

Il prof. Biagio Buonocore

Le antenate dell'Ischia possono essere considerate le antiche squadre delle società sportive Robur (poi, con la fusione con l'Energea avvenuta nel 1925, Robur et Energea Club) e Pro Ischia.
La prima formazione di calcio ufficiale che si ricordi è quella della società sportiva Robur, fondata da Biagio Buonocore nel 1922, subito dopo la prima guerra mondiale, quando il gioco del calcio fu importato sull'isola dai reduci della grande guerra, anche se la prima partita ufficiale della Robur fu disputata fra il 1918 e il 1920 contro la rappresentativa dell'Istituto Nautico di Procida.
In seguito a dissapori all'interno della Robur, un gruppo di soci si stacca dalla società madre e fonda la Pro Ischia. Quest'ultima diede vita, nei primi anni venti, a derby con i rivali della Robur caratterizzate da un acceso agonismo.
Un grande passo in avanti per la diffusione del calcio a Ischia e su tutta l'isola avviene quando il notaio Bonaventura Mazzella mette a disposizione del Pro Ischia una vasta radura situata in una pineta di cui egli è comproprietario, affinché possa essere trasformata in campo di calcio.
Nasce così il primo campo di calcio ufficiale dell'Isola d'Ischia: esso sarà conosciuto da tutti come “Riserva Mazzella”.
Prima del 1928, data in cui furono soppresse le formazioni ischitane e inglobate nel Dopolavoro Littorio, si svolse un torneo voluto dal colonnello Masturzi tra la Pro Ischia e la Robur. In palio c'era una coppa che portava il nome del notabile isolano. La Robur ha la meglio sui cugini per 2 reti a 0. Con l'assegnazione di questo trofeo ci si avvia alla fine dell'epoca caratterizzata dai duelli tra i due club cittadini ischitani.

### I dopolavoro sportivi
L'istituzione dei dopolavoro sportivi imprime una svolta al calcio isolano.
La Robur et Energea e la Pro Ischia vengono fuse in un'unica società sportiva, il Dopolavoro Littorio Ischia.

Una formazione del Dopolavoro Ischia (1931)

Con il dopolavoro terminano anche i derby tra Pro Ischia e Robur. D'ora in poi il campanilismo stracittadino verrà sostituito da quello intercomunale. Le squadre rappresentanti dei vari comuni daranno vita a incontri non meno vibranti e accesi di quelli dei derby stracittadini. In questo periodo, infatti, si disputeranno le prime partite amichevoli e quelle della fase isolana dei Tornei ULIC, fra i Dopolavoro di Ischia, Forio, Casamicciola e contro il Dopolavoro Lacco.
Dal 1929-1930 al 1932/33 il Dopolavoro Ischia partecipa ai Tornei ULIC, che si dividevano in tre gironi: isolano, flegreo e campano.
Nel campionato ULIC 1930-1931, dopo aver vinto il girone isolano e quello flegreo, si piazza per la finalissima in quello campano, dove viene sconfitto per 2-1 dalla compagine della Zona Franca sul campo neutro di Bacoli.
Un altro avvenimento di rilievo per il calcio isolano è la partecipazione della squadra ischitana (diventata nel maggio 1933 Fascio giovanile di combattimento) ad un torneo di carattere provinciale in memoria di Giorgio Ascarelli, ex presidente del Napoli. Non esistono documentazioni certe sullo svolgimento del torneo che, sembra, vide il FGC Ischia uscirne vittorioso.

### GIL Ischia
In questi anni sorge la G.I.L. Ischia (Gioventù italiana del littorio, nata in seguito alla fusione dell'Opera nazionale balilla e dei Fasci giovanili di combattimento) che, fra il 1936 e il 1939 disputa i primi campionati nella categoria Sezione Propaganda venendo ammessa, nell'autunno del 1939 al campionato di II Divisione 1939-1940.
I primi riferimenti scritti che attestano la partecipazione della GIL Ischia ad un campionato federale ufficiale risalgono all'autunno del 1939 quando partecipa alla fase eliminatoria della Coppa Campana, venendo eliminata dal Dopolavoro Padovani.

Campo Riserva Mazzella: giocatori e dirigenti di Ischia e posano assieme dopo una partita amichevole. Anno 1932 circa

Nel mese di gennaio del 1940 ha inizio il campionato di II Divisione al quale viene ammessa la GIL Ischia. Il campionato si conclude con l'Ischia in testa alla classifica a pari merito con il Dopolavoro Padovani. Essa dovrebbe prendere parte alle finali valide per l'ammissione in I Divisione ma l'entrata in guerra dell'Italia e la partenza di numerosi calciatori costringe al ritiro l'Ischia così come molte altre società.
L'entrata in guerra dell'Italia frena, ma non arresta del tutto, lo svolgimento delle attività sportive sul territorio nazionale. In piena estate del 1942 la GIL Ischia prende parte al Torneo della XIII Zona, comprendente Napoli e provincia. Vincerà la doppia finale contro il Campania aggiudicandosi il torneo.
Nel 1942/43 partecipa al campionato di I Divisione, nel quale ottiene il quarto posto, valido per l'ammissioni alle finali regionali. L'esito delle finali resta tuttavia incerto a causa della mancanza di riferimenti scritti, dovuta al conflitto in pieno svolgimento.
Durante il conflitto una guarnigione di soldati tedeschi staziona permanentemente sull'isola, dando vita a due sfide con l'Ischia. Nella prima gara gli ischitani prevalgono per 2-1 contro una rappresentativa di soldati in servizio sull'isola. Nella rivincita, invece, i gialloblù si trovarono come avversario la rappresentativa militare dell'esercito tedesco, la cosiddetta viaggiante che annoverava tra le sue file anche il nazionale austriaco Franz Binder. I gialloblù vennero così sconfitti con numerosi gol dalla rappresentativa tedesca.
Successivamente giunge il momento in cui le truppe tedesche lasciano il posto agli alleati anglo-americani. Giungono così ad Ischia gli inglesi che mettono subito gli occhi sull'arido rettangolo di gioco dell'Arso. In questo periodo, tra l'ottobre del 1944 e il febbraio del 1945, l'Ischia affrontò varie rappresentative dell'esercito inglese dando vita a sfide agonisticamente accese ed in totale furono giocate una trentina di partite che videro gli isolani quasi sempre vittoriosi.

### Nasce l'AS Ischia
Nel mese di gennaio del 1945 nasce ufficialmente l'A.S. Ischia che prese parte al campionato di I Divisione del 1945, vincendo la finale contro la Cotoniere per entrare in serie Serie C. Tuttavia, la mancanza cronica di un campo regolamentare e l'indifferenza delle autorità locali fecero sì che l'Ischia rinunciasse alla terza serie nazionale.
Nel 1945-1946 riparte dal campionato di I Divisione, piazzandosi nelle finali dove venne battuta sonoramente prima dalla Turris (7-1) e poi dal Nola (6-1).
Dopo la conclusione del campionato 1945-1946, il calcio ischitano si ferma sia a causa della partenza di Filippo Ferrandino (per anni allenatore, giocatore e deus ex machina dell'Ischia) e dei migliori giocatori, che alle dimensioni non regolamentari del campo e le sue strutture inadeguate, che sono le cause che conducono alla mancata partecipazione dell'Ischia al campionato 1946-1947.
Intanto, nell'estate del 1947, Biagio Di Meglio (per oltre trenta anni segretario della società), Aniello Sogliuzzo e Antonio Borgogna furono i promotori della reiscrizione dell'Ischia al campionato di I Divisione per l'anno 1947-1948.
Il campionato, fu il più fallimentare della storia dell'Ischia Calcio. Infatti la squadra concluderà il torneo all'ultimo posto e, nonostante gli sforzi della dirigenza, la squadra non riuscirà a partecipare al torneo successivo per i soliti motivi: ristrette dimensioni del campo e mancanza di fondi.
Dopo un anno di inattività dovuto al fatto che non si disponeva di un campo regolamentare e ben cintato ritorna ad Ischia Filippo Ferrandino che, affiancato dal fedele collaboratore Biagio Di Meglio, assume di nuovo il ruolo di allenatore.
La squadra prende parte al Campionato di II Divisione 1949-1950, conquistando il primo posto nel girone di qualificazione e venendo ammessa in I Divisione. Essa accede alla finale valida per l'assegnazione del platonico titolo di Campione Regionale di II Divisione, dove viene battuta dalla Cristallerie Nazionali per 3-0.

### Gli anni cinquanta
Nel biennio 1950-1952 prende parte al Campionato di I Divisione e, nel campionato 1951-1952 viene ammessa allo spareggio per l'accesso alle semifinali. In realtà queste semifinali sono del tutto platoniche, perché a causa della composizione del girone di Promozione, tutte le squadre semifinaliste vengono ammesse al nuovo torneo. Nello spareggio l'Ischia batte il Dopolavoro Ferroviario (2-1 dts) e viene ammessa al campionato di Promozione.. Nel frattempo, a dimostrazione della crescita del calcio isolano, iniziano ad imporsi in terraferma dei giocatori nati sull'isola campana e cresciuti nell'Ischia: tra questi spicca l'ala sinistra Ciro Barile
Il campionato 1952-1953 vede l'Ischia in piena lotta per non retrocedere.
Nel mese di febbraio fa una breve sosta ad Ischia il forte Bologna di Gipo Viani. La sua squadra sostiene una partita di allenamento al Rispoli. Il risultato finale è 7-0 per i rossoblu che danno spettacolo al numeroso pubblico accorso ad assistere all'evento.
Partecipa con alterne fortune al campionato di Promozione fino al 1959-1960, anno in cui riesce a piazzarsi al primo posto acquisendo il diritto di partecipare alle finali regionali per l'ammissione in serie D. In semifinale supera la Palmese (2-1) ma in finale nulla può contro la Scafatese (2-1) che si aggiudica la gara e il campionato.

### Gli anni sessanta
Subito dopo il termine del campionato che ha sancito la mancata ammissione in quarta serie, la società si fonde con lo storico club dell'Ilva Bagnolese acquisendone il titolo sportivo valido per la partecipazione alla Serie D 1960-1961 come Ischia-Bagnolese. Fu un campionato che vide l'Ischia navigare quasi sempre nelle zone basse della classifica, chiudendo il campionato all'ultimo posto e venendo retrocessa nuovamente in Promozione. In questo campionato un giovane Bruno Pizzul collezionerà 5 presenze con la maglia dell'Ischia.
Nel marzo del 1963 l'allenatore Filippo Ferrandino riesce a far venire ad Ischia un grande club. È la Juventus di Boniperti ad aderire al suo invito, inviando sull'isola alcuni giocatori bianconeri che danno vita ad una partita di allenamento a ranghi misti con i calciatori dell'Ischia.
Il campionato di Promozione del 1963-1964 rappresenta per l'Ischia il punto di passaggio da un breve periodo di ricostruzione al torneo decisivo, quello dell'anno successivo, che decreterà la promozione in serie superiore.
Il complesso dell'Arso si va trasformando gradualmente in un insieme omogeneo che comprende alcuni dei protagonisti dell'Ischia del periodo della seconda metà degli anni 50 (Barile A., Zampillo, Di Meglio S., D'Innocenti) e i giovani provenienti dal vivaio ischitano (Spignese, Scaglione, Ielasi e i fratelli Abbandonato), messi assieme a giocatori del continente di grande esperienza e valore, come Di Marzio, Pozzati, Paudice, Illiano, che svolgono il ruolo di chioccia delle nuove leve isolane.

Stadio Rispoli I calciatori festeggiano l'accesso alle finali 1964-1965

Nel 1964-1965 l'Ischia del presidente Di Manso e dell'allenatore Ferrandino parte con l'obiettivo dichiarato di vincere il campionato e di approdare, finalmente, in serie D. Alla fine del torneo regolare si piazza in testa alla classifica con 47 punti, guadagnandosi l'accesso alle partite di finale per l'accesso in serie D con l'Acerrana e l'Angri.
Nella prima gara l'Ischia batte l'Acerrana 1-0 con una rete di Salvatore Di Meglio. Poiché anche l'Angri vince il confronto diretto con l'Acerrana, si ha un vero e proprio scontro finale tra Ischia e Angri nella partita decisiva. Sono necessari tre incontri per designare la squadra vincente. Nella terza e ultima sfida al Collana di Napoli, Gennaro Illiano all'11º del secondo tempo supplementare, con un colpo di testa, regala all'Ischia la serie D ed evita che la promozione venisse assegnata tramite sorteggio con la famosa monetina.
L'avventura in serie D comincia sotto la guida tecnica di Mario Rosi e Filippo Ferrandino. Dalla campagna acquisti arrivarono ad Ischia Pittaro Ilvio (terzino dal Melfi), Grosso Antonio (terzino dalla SPAL), Perezzani Cesarino (mediano dal Verona), Sonati Giovanni (attaccante dal Verona), Giuseppe Commitante dall'Isolaverde e Gualtieri Salvatore (attaccante dal Brindisi).
Partita per salvarsi, la squadra riesce a centrare l'obiettivo solo nelle ultime giornate, dopo aver cambiato ben quattro allenatori ed effettuato una consistenze campagna di rinforzamento della rosa (tra cui Abramo De Siano dall'Internapoli), dato che peccava di inesperienza per la serie.
Nel 1967-1968 avviene la fusione con la Unione Sportiva Isolaverde, compagine isolana di Promozione, che darà alla squadra la più celebre denominazione A.S. Ischia Isolaverde. In campionato ancora una volta la squadra lotterà fino alle ultime giornate per conquistare la salvezza.
Nel 1969-1970 il portiere Antonio De Angelis, stabilisce il record di imbattibilità in campionato per 713 minuti.

### Gli anni settanta
Nel 1970-1971 la squadra guidata da Rosario Rivellino, dopo aver guidato la classifica fino alla prima giornata di ritorno, comincia un declino che la porterà, all'ultima giornata, a dover battere la Turris per vincere il torneo. Tuttavia, i gialloblù vengono sconfitti in casa (0-1) dalla compagine di Torre del Greco, perdendo il campionato all'ultima partita. La compagine corallina chiuderà il campionato prima in classifica, con alle spalle l'Ischia.
Dal 1971 al 1975 l'Ischia lotta di solito per la salvezza e valorizzando i giovani del vivaio.
Nel campionato 1975-1976, nonostante un cammino non proprio felice ed una salvezza conquistata nelle ultime giornate, in Coppa Italia l'Ischia riuscì ad arrivare in semifinale, dove venne eliminata dal Lecce, che si aggiudicherà anche la Coppa. In questo campionato, fa il suo debutto Franco Impagliazzo.
Nel campionato 1976-1977 pur arrivando ottavo in classifica a pari merito con L’Aquila e la Puteolana, segna il maggior numero di reti nel suo girone, 40. In questa stagione avviene inoltre la fusione con la Virtus Colonna, compagine ischitana militante l'anno prima in Promozione.
Nel 1978-1979 l'Ischia si piazza al quindicesimo posto e, pur concludendo il campionato a pari punti (33) con Puteolana, Trebisacce e Mazara, in virtù della peggior differenza reti, viene retrocesso in Promozione. Ha pesato, nel computo delle reti subite e quindi sul piazzamento finale, la sconfitta (9-0) ad Acireale con la squadra locale, alla prima giornata del girone di andata.
In questo campionato, esordisce Giuseppe Monti, che, insieme ad Impagliazzo, sarà l'icona dell'Ischia dell'era moderna.
Nel 1979/80, fallisce il ritorno immediato in quarta serie piazzandosi al secondo posto.
L'anno successivo sarà quello della svolta. L'Ischia allenata da Spignese, pur facendo peggio della stagione precedente (4º posto) venne ripescato in Interregionale, a completamento organici, per meriti sportivi.

### Gli anni ottanta e la conquista della Serie C

Festeggiamenti allo stadio Vincenzo Rispoli per la promozione in Serie C1 al termine del campionato 1986-1987

Nel 1981-1982 la squadra guidata da Benito Montalto fu protagonista di un duello in vetta con la Gioiese di Franco Scoglio, che vinse il torneo con due punti di vantaggio solo all'ultima giornata, mentre l'Ischia non andò oltre un pareggio a Corigliano. Un finale beffardo, tenuto conto che in base al vantaggio maturato in classifica in virtù degli scontri diretti (0-0 a Gioia Tauro e 2-0 ad Ischia), se i gialloblù fossero arrivati a pari punti, avrebbero vinto il torneo.
Nel 1982-1983 la guida tecnica della squadra fu affidata a Michele Abbandonato che grazie ai gol di Francesco Impagliazzo e di Ciro Ippolito riuscì nell'impresa di vincere il torneo e approdare in C2, classificandosi al primo posto con sette punti di vantaggio sul Rifo Sud.
Nel 1983-1984 l'Ischia all'esordio in Serie C2 si piazza al sesto posto. L'impianto della squadra che aveva vinto il campionato precedente viene rinforzato con l'arrivo di Renato Lo Masto, attaccante proveniente dal Brindisi. Dal vivaio passano in prima squadra Giuseppe Di Meglio, Leonardo Aloi e Massimo Patalano.
Nel 1986-1987 la società viene rilevata dall'ambizioso e facoltoso Roberto Fiore, già presidente del Napoli negli anni sessanta.
Il presidente non bada a spese: dalla Sambenedettese arriva Salvatore Buoncammino, dalla Primavera del Napoli Gennaro Monaco, poi Grillo, Papa e Pepe.
La squadra viene affidata a Rosario Rivellino e si piazza seconda alle spalle del Frosinone conquistando per la prima volta nella sua storia la serie C1.
Dopo due modesti campionati di Serie C1 (13º e 12º posto), nel 1989-1990 l'Ischia viene rilevata da Bruno Basentini scendendo in Serie C2 già diverse giornate prima della fine del campionato.

### Gli anni novanta
Nel 1990-1991 vince nuovamente il campionato di serie C2, grazie ad una campagna acquisti nella quale furono acquistati De Carolis, Tommasino, Luca Gonano dalla Salernitana a fare coppia in attacco con Fabrizio Fabris, D'Urso e il portiere Guido Nanni. Questo sarà anche l'anno della ribalta per Giovanni Martusciello, che chiude il campionato con 32 presenze e tre reti. Sotto la guida tecnica di Pierino Cucchi, l'Ischia riesce a spuntarla sull'Acireale, dopo un testa a testa concluso solo alla penultima giornata dopo aver battuto in casa il Kroton (4-0), condannandolo alla retrocessione.

Stadio Mazzella Una formazione del campionato Serie C2 1990-1991

Nel 1991-1992 la guida tecnica della squadra viene affidata ancora a Cucchi. Molti protagonisti del vittorioso campionato precedente vanno via. L'Ischia di questo campionato riuscì a piazzarsi al 5º posto, stabilendo il miglior piazzamento in serie C1 mai raggiunto nella sua storia ed arrivò fino ai quarti di finale di Coppa Italia, dove fu eliminato dalla Massese.
Nel 1992-1993 l'Ischia di Pasquale Casale non riesce a battere il Messina nell'ultima gara di campionato al Mazzella e retrocede nuovamente, venendo poi ripescato al posto dello stesso Messina, escluso per problemi finanziari. Nello stesso anno, l'Ischia e l'Acireale sono deferiti alla Commissione disciplinare in seguito ad una denuncia del presidente dell'Ischia Bruno Basentini. Nella denuncia si fa riferimento ad un tentativo di corruzione della squadra siciliana, in persona dell'allenatore Giuseppe Papadopulo, che avrebbe avuto interesse affinché la partita del 6 dicembre 1992 tra Acireale ed Ischia terminasse in parità, come in effetti avvenne. Entrambe le società vennero poi assolte con formula piena.
Al termine del campionato Franco Impagliazzo, dopo venti anni di carriera legati al sodalizio gialloblù, 500 presenze e 133 reti con la maglia dell'Ischia fra Coppa e campionato, conclude la carriera.
Nel 1994-1995 dopo un campionato costellato dal raggiungimento di parecchi record negativi (peggior quoziente reti, peggior attacco e minimo di vittorie in casa) e dall'avvicendarsi di ben 3 direzioni tecniche (Gianni Balugani, poi Pasquale Casale, poi il duo Impagliazzo - Rispoli), l'Ischia riesce a garantirsi l'ultimo posto utile per disputare i playout. L'avversario è il Chieti allenato da Gianni Balugani. La squadra guidata dal duo Impagliazzo – Rispoli (che annoverava in rosa, in quel campionato, Vincenzo Matrone e Alessandro Toti), vinse la gara d'andata per tre reti ad uno e pareggiò verso lo scadere la gara di ritorno, il 18 giugno 1995, garantendosi il diritto di rimanere in C1. A fine stagione Giovanni Martusciello, dopo 7 campionati in maglia gialloblù, passa all'Empoli.
Il campionato 1996-1997 comincia con Tommaso Angrisani in panchina, subito esonerato dopo la prima giornata, ed un Ischia che è protagonista di un avvio molto stentato che la porterà, alla fine del girone di andata, all'ultimo posto in classifica. Le cose miglioreranno con il ritorno in panchina di Piero Cucchi, la squadra inanellerà 5 vittorie di fila (maggior numero di vittorie consecutive del girone) che la porteranno a lottare per l'accesso agli spareggi promozione, prima di frenare la propria corsa e di chiudere il campionato in nona posizione, a pari punti con Casarano ed Ascoli.

#### Il fallimento

Formazione ischitana del campionato di Serie C1 1997-1998

Il 1997-1998 è l'anno più nero della storia dell'Ischia Calcio. Nell'estate del 1997 la società viene rilevata da Lucio Varriale, autore di una campagna acquisti di un certo spessore. A Ischia arrivano Davide Ricci, Antonio Barbera, Luca Evangelisti, Gianluca De Angelis, Donato Terrevoli e gli olandesi Etienne Verveer e Stefan Jansen. La guida tecnica viene affidata nuovamente a Pierino Cucchi ma la squadra, dopo un buon inizio, non riuscì ad andare oltre il dodicesimo posto.
Intanto, già nella primavera del 1997, preoccupanti segnali sulla situazione debitoria della società erano venuti dalla Covisoc. Il massimo organo di vigilanza sui bilanci delle società calcistiche, aveva scoperto una massa debitoria che ammontava a svariati miliardi.
Nel luglio del 1998, mentre si stava allestendo la squadra che avrebbe dovuto disputare la stagione seguente, l'Ischia viene radiata dalla FIGC ed esclusa dal campionato per una fideiussione risultata falsa. Il suo posto venne preso dal Palermo, che sul campo era retrocesso.
Per molto tempo sono stati poco chiari i motivi che hanno portato alla scomparsa, dopo 75 anni, dell'Ischia. In un primo momento la giustizia sportiva usò la mano pesante, inibendo una serie di dirigenti e dichiarando fallita la società, che nel frattempo era ripartita dal Campionato di Seconda Categoria con sette punti di penalizzazione. A gettare forti sospetti sulla regolarità delle valutazioni fatte circa la fidejussione presentata dall'Ischia nel luglio del 1998, furono le dichiarazioni di Franco Jommi, titolare della Sbc (società coinvolta nella Calciopoli del 2003) che, a proposito della Calciopoli del 2006 ed in riferimento all'Ischia, sostenne che era presente in Lega un "sistema di servizi e reciproci favori" che utilizzava il metodo dell'accettazione delle fidejussioni false come mezzo per poter favorire questa o quella squadra.

### Gli anni duemila

#### Dal fallimento al ritorno in Serie D
Una nuova società venne iscritta al campionato di Eccellenza Campana nel 1998-1999, rilevando il titolo sportivo della compagine ischitana Associazione Calcio Forio, e assunse la denominazione di Comprensorio Calcistico Isola d'Ischia. Viene allestita una squadra con molti elementi locali e viene affidata a Franco Impagliazzo.
Nonostante i proclami di un pronto ritorno in serie C, l'Ischia è protagonista di un campionato mediocre, concluso all'undicesimo posto.

La formazione che ha conquistato la Serie D

Nel campionato 1999-2000 cambia la denominazione in A.C. Ischia.
Nel campionato 2000-2001 l'Ischia si piazza seconda alle spalle del Gladiator, che stravince il campionato con quattordici punti di vantaggio. Negli spareggi play off tra le due squadre piazzatesi seconde nei rispettivi gironi di Eccellenza campana, l'Ischia venne eliminata dall'Ebolitana (2-1 fuori e 1-1 in casa).
I primi segnali di ripresa si avranno quando, nel 2003-2004, la società viene rilevata da Roberto Goveani (un passato anche in serie A come proprietario del Torino, che rimase presidente però solo per una stagione, prima di accasarsi alla Nuorese) che, con una serie di investimenti importanti, riuscì a costruire una buona squadra. L'Ischia si aggiudicò la Coppa Italia Regionale (2-1 d.t.s. nella finale contro il Gragnano a Palma Campania) e sfiorò la promozione dopo un duello con l'Acerrana che la costrinse ai play-off, dove venne eliminata in finale dal Solofra (0-2 in casa e vittoria per 1-0 in trasferta).
Nell'estate 2005 la società fu rilevata nuovamente dall'ambizioso Bruno Basentini (già presidente negli anni 90), che la rifondò con la denominazione "A.S.D. Ischia Benessere & Sport" e costruì una squadra molto competitiva incentrata sul fantasista Enrico Buonocore. Trascinata dal suo numero dieci e guidata dall'allenatore Enzo Troiano, l'Ischia dominò il campionato e riuscì ad ottenere il ritorno in Serie D.
A fine stagione la squadra si aggiudicò anche la Coppa Ammaturo, Supercoppa d'Eccellenza, ai danni del Sant'Antonio Abate (battuto sia in casa per 2-1, che in trasferta per 3-0).

#### La Serie D
Nella stagione 2006-2007 l'obiettivo dichiarato è la salvezza, anche a causa dei problemi societari avutisi subito dopo la vittoria del campionato con l'abbandono del presidente Bruno Basentini. La società viene rilevata da Antonio Barile dopo che il titolo era stato consegnato nelle mani del sindaco pochi giorni prima che scadesse il termine per l'iscrizione al campionato. Nonostante tutte queste vicissitudini, la società riesce a confermare l'ossatura della squadra che aveva vinto il campionato, rinforzandola con qualche buon innesto. La squadra è protagonista di un avvio di campionato scintillante, occupando il primo posto in classifica prima di cedere il passo alle corazzate del girone H. Peserà sul cammino della squadra anche l'addio, a campionato in corso, di Enrico Buonocore che, in seguito ad un battibecco con i propri sostenitori durante la gara Ischia - Ebolitana (0-1) del 3 dicembre 2006, lascerà i gialloblù per trasferirsi alla Santegidiese. A torneo concluso, la squadra allenata da mister Impagliazzo sarà la vera rivelazione del torneo, finendo al quinto posto in classifica e fuori dai play off per un soffio a causa della classifica avulsa. Infatti, a seguito del reclamo dell'Aversa Normanna circa la partita contro l'Ischia del 7 gennaio 2007 (finita in parità con le reti di Vincenzo Capuozzo e pareggio di Pasquale Ferraro per l'Aversa), l'Ischia si vide comminare la sconfitta a tavolino per 0-3 con la conseguente perdita del punto conseguito nella gara in questione, punto che le è costato il quinto posto utile per accedere ai play off.

Stadio Mazzella Una formazione del campionato di Serie D 2006-2007

Il campionato 2007-2008 si caratterizza per il cambio di denominazione della società. Infatti, la denominazione assunta nel 2005 (Associazione Sportiva Ischia Benessere & Sport) viene abbandonata in favore della denominazione avuta fino al 1998, anno in cui l'Ischia fu estromessa dal campionato di C1. In questo campionato Ranieri Pirro stabilirà il record di miglior marcatore stagionale di sempre con la maglia gialloblù (16 reti per lui) relativamente al campionato di Quarta Serie.
La stagione 2008-2009 vede l'Ischia disputare un buon campionato, chiuso in quinta posizione, a pari punti (44) con la Turris. A questo punto si rendeva necessario uno spareggio tra l'Ischia e la Turris per stabilire chi avrebbe dovuto affrontare, nel primo turno dei play off, la Nocerina. Tuttavia le due formazioni non si affronteranno mai nello spareggio che era in programma sul neutro di Scafati. Infatti, a causa di un ricorso presentato da un ex tesserato circa un pagamento non effettuato dalla società, l'Ischia durante il campionato fu penalizzata di 1 punto in classifica. Tuttavia la società, per mano dell'avv. Eduardo Chiacchio, presentò ricorso alla Corte di giustizia federale, la quale accolse l'appello e ridiede all'Ischia il punto sottrattole, grazie al quale i gialloblù scavalcarono la Turris in classifica garantendosi l'accesso diretto ai play off
, dove venne eliminata dalla Nocerina con un umiliante 5-0.
Nel 2009-2010 l'Ischia esordisce in campionato battendo fuori casa la corazzata Pianura (0-2 con reti di Saurino e Onesti). Ma sarà solo un fuoco di paglia: in seguito ad una grave crisi societaria, nel mese di dicembre 2009 viene infatti concessa la lista di svincolo ai calciatori tesserati, i quali in maggioranza abbandoneranno la squadra, e verrà nominato presidente un semplice tifoso, Maurizio Marena. La squadra allenata da Giuseppe Monti, dopo aver stazionato in zona retrocessione per quasi tutto il torneo, chiuderà il campionato al 16º posto, guadagnandosi la possibilità di mantenere la categoria confrontandosi agli spareggi play out con il Sibilla Bacoli. La partita di andata, giocata al Mazzella, si conclude con un pareggio a reti bianche che lascia presagire al peggio in vista della gara di ritorno, in quanto il Sibilla è in vantaggio per il miglior piazzamento. Tuttavia, nella gara di ritorno l'Ischia riesce a battere il Sibilla per due reti a una, riuscendo a conquistare una salvezza insperata.
Dopo il lieto epilogo degli spareggi play out contro il Sibilla Bacoli e la volontà del presidente Marena e del direttore generale Enrico Scotti di lasciare la società, l'Ischia ha sfiorato un vero e proprio dramma sportivo, rischiando di scomparire a causa della mancanza di possibili acquirenti. Infatti, all'indomani della conquista della salvezza fu intavolata una trattativa tra la proprietà e il gruppo finanziario Martos, deciso a rilevare la squadra. Tuttavia, la trattativa si prolungò fino ad agosto inoltrato, provocando uno stallo nelle vicende societarie, con la conseguenza che, una volta saltato il passaggio di proprietà in pieno agosto, l'Ischia si trovò sia in netto ritardo con l'allestimento della formazione, sia priva di una seppur minima struttura dirigenziale.
Nel frattempo, la sopravvivenza seppur formale della società, era stata garantita dal Sindaco di Ischia che riuscì a coinvolgere qualche imprenditore, e dai tifosi che, grazie ad una colletta, riuscirono a raggiungere la somma necessaria da versare in Lega, effettuando l'iscrizione nell'ultimo giorno utile.
Una volta sfumata l'acquisizione dell'Ischia da parte della Martos, il 31 agosto 2010 venne nominato un Commissario Straordinario, nella persona del giornalista Giovanni Sasso, con il compito di coordinare, insieme al tecnico Giuseppe Monti, l'allestimento della squadra e il reperimento di risorse economiche per far fronte al campionato.
La conseguenza di queste vicende fece sì che, inizialmente, sul piano sportivo l'Ischia risentisse pesantemente di questi avvenimenti: l'esordio in Coppa Italia a Somma Vesuviana contro la Viribus Unitis, vide i gialloblù scendere in campo con la squadra Juniores e perdere la gara per 7-0.
In campionato invece, dopo un esordio disastroso a Pisticci (Pisticci - Ischia 4-0), l'Ischia si rese protagonista di un ottimo girone di andata, probabilmente dovuto anche al nuovo assetto societario, che la portò a chiudere il girone d'andata nelle primissime posizioni. Alla ripresa del campionato l'Ischia accusò un declino che portò all'esonero di Giuseppe Monti, sostituito nel mese di febbraio con Ferruccio Mariani, che guidò la squadra verso la salvezza.

### Gli anni duemiladieci

#### 2011-2012
Nel giugno 2011 la società, rilevata nel frattempo da un gruppo di aziende napoletane facenti capo a Nicola Crisano, si costituisce come società di capitali a responsabilità limitata, cambiando la ragione sociale da Associazione Sportiva a Società Sportiva Ischia Isolaverde a r.l..
Fautore del nuovo assetto societario è Nicola Crisano che, dapprima ha convogliato risorse economiche sotto forma di grosse sponsorizzazioni e poi, in veste di direttore generale, ha guidato la società.
La carica di presidente venne affidata a Prospero Santo, in seguito alle dimissioni di Gianni De Vivo; mentre quella di presidente onorario fu assegnata a Raffaele Carlino, imprenditore napoletano e patron di Carpisa -Yamamay, il quale diventò anche il principale finanziatore della società, sponsorizzando le casacche col nome della sua azienda.
Nel mercato estivo fu costruita una formazione competitiva impreziosita dagli innesti di Gennaro Scarlato e di Cosimo Sarli. Durante il mercato di riparazione di dicembre, inoltre, la squadra venne ulteriormente rinforzata grazie agli innesti di Sergio Ercolano dall'Avellino, Tommaso Manzo dal Sibilla Bacoli, Giovanni Giuseppe Di Meglio dal Catanzaro e Emanuele Marzocchi dall'Aversa.
Dopo uno stentato avvio (0-0 con il Martina in casa e sconfitta con il CLT Campania), la squadra si rese protagonista di quattro successi di fila (tra i quali spicca la vittoria casalinga sul Francavilla: 6-1 al termine della prima frazione di gioco), portandosi in vetta alla classifica già alla sesta giornata, dopo la vittoria ad Oppido Lucano, contro l'Angelo Cristofaro (0-1 rete di Savio); vetta che perderà nella successiva partita, a causa del pareggio nel derby (2-2 con reti di Sarli e Mazzeo e pareggio all' '88 di Vacca) contro gli eterni rivali della Turris.
In seguito alla sconfitta di Sarno (0-3) mister Citarelli venne esonerato in favore di Bruno Mandragora. Sotto la sua gestione l'Ischia inanellò sei risultati utili di fila, conquistando la vetta solitaria alla 17 di andata e conquistando il titolo di campione d'inverno del girone H che perderà subito alla ripresa del campionato dopo la sconfitta in casa del Martina Franca (4-3). I gialloblù rappresentarono l'unica vera contendente del Martina Franca alla vittoria del campionato, tallonando i pugliesi in classifica e conquistando prestigiose vittorie (su tutte Turris - Ischia 4-5 e Brindisi - Ischia 1-2, vittorie arrivate rispettivamente dopo 14 e 23 anni dalle precedenti affermazioni) prima di cedere il passo alla Sarnese in seguito a tre sconfitte consecutive maturate contro il Casarano (2-4 fuori casa), la Sarnese (0-1 in casa) e la Casertana (0-2 fuori casa). In seguito alla sconfitta di Caserta Mandragora fu esonerato in favore di Domenico Citarelli che, a causa del pareggio interno contro l'Irsinese (2-2) e di dissapori con la società fu a sua volta allontanato per far posto a Ciro Bilardi. Alla fine della stagione l'Ischia chiuse al terzo posto in classifica garantendosi un posto nei play off, dove venne eliminata al primo turno dalla Casertana con un rotondo 4-0.
Durante il campionato, il 19 gennaio 2012, i gialloblù hanno preso parte ad una amichevole con l'Italia Under 21 guidata da Ciro Ferrara al centro sportivo la Borghesiana, conclusasi 3-0 in favore degli azzurri con le reti di Gabbiadini, Paloschi e Insigne.

#### Il ritorno nei professionisti

Ischia - Gladiator. La squadra con la divisa celebrativa della promozione.

La stagione parte con l'acquisizione del sodalizio gialloblù da parte della Green Island, società facente capo all'imprenditore napoletano Raffaele Carlino, che da main sponsor rileva la maggioranza del pacchetto azionario e viene nominato presidente.
Il primo colpo del mercato estivo fu l'ingaggio di Salvatore Campilongo come allenatore al quale seguì l'allestimento di una formazione che annoverava tra le proprie file quasi tutti giocatori che avevano militato in categorie superiori.
Già durante il precampionato, grazie alla campagna acquisti operata e grazie alla fama dell'allenatore, l'Ischia venne accreditata dalla critica come un'autentica corazzata.
L'avvio di campionato vide l'Ischia vincere all'esordio contro il Sant'Antonio Abate e subire una inaspettata sconfitta alla seconda giornata di campionato contro la Battipagliese (3-1), alla quale la squadra fece seguire sei vittorie di fila tra cui lo scontro diretto vinto contro il Matera (0-1) al XXI Settembre-Franco Salerno che regalò la vetta solitaria ai gialloblù per la prima volta nella stagione perdendola alla nona giornata quando fece registrare la seconda sconfitta in campionato, la prima casalinga, contro il Monopoli. Dalla sconfitta contro i biancoverdi pugliesi i gialloblù inanellarono una serie di ventuno risultati utili consecutivi, dalla 9ª alla 30ª giornata, tra i quali vanno annoverate dieci vittorie di fila, dalla 14ª alla 23ª giornata, laureandosi campione d'inverno per la seconda stagione consecutiva e aumentando ad ogni turno il distacco dalla inseguitrice Gladiator, per tutta la stagione la principale antagonista dell'Ischia. I gialloblù vinsero matematicamente il torneo il 28 marzo 2013, nella gara vinta in casa contro il Pomigliano (1-0), con cinque giornate di anticipo sulla fine della stagione e con 17 punti di vantaggio sulla seconda, guadagnandosi il ritorno nei professionisti dopo quindici anni dal fallimento.

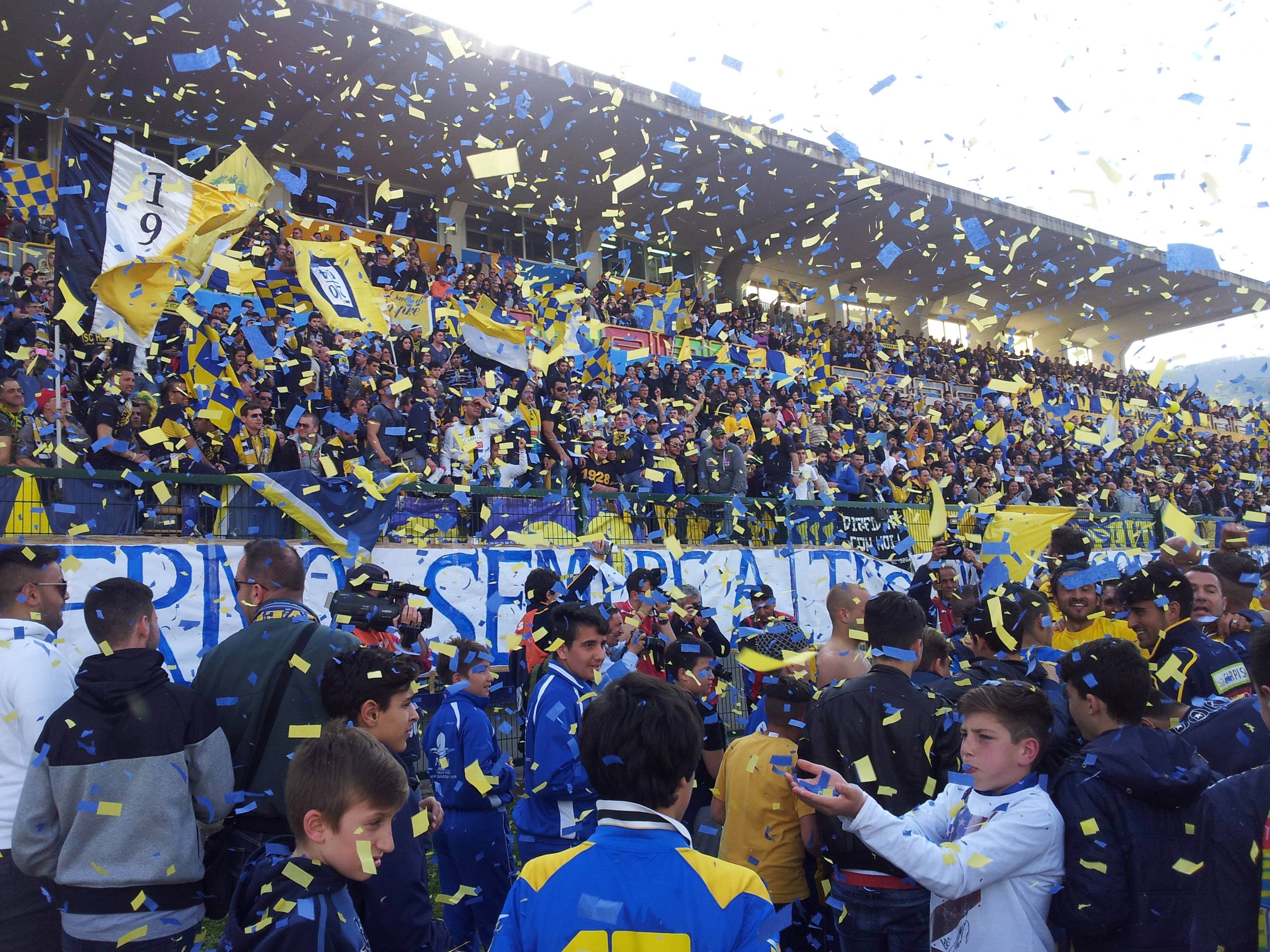
Ischia - Gladiator. Festeggiamenti nel dopo gara.

In campionato, è degno di nota il 9-1 inflitto al Grottaglie il 14 ottobre, tra le mura amiche del Mazzella; si tratta della partita col maggior numero di reti, e della vittoria col più ampio scarto, nel girone H della Serie D. In questa stagione l'Ischia trova inoltre la vittoria, per la prima volta nella sua storia, sui campi del Viviani di Potenza e dello Iacovone di Taranto. In trasferta farà registrare una inviolabilità pari a 1150 minuti senza subire reti, equivalenti a tredici gare, dalla 3ª alla 26ª giornata. Il 1 maggio 2013 con la vittoria casalinga ai danni del Taranto, la ventottesima stagionale, conquistò il record di vittorie in una singola stagione nei gironi a 18 squadre di Serie D che apparteneva in precedenza al Sarom Ravenna, al Montichiari e al Savona con 27 vittorie stagionali. Inoltre, alla fine della stagione si piazzò seconda a quota 86 come numero di punti conquistati in una stagione, alle spalle del Montichiari a quota 87.
Al termine della stagione regolare, si classificò prima nel girone di qualificazione con Messina e Torres per l'accesso in semifinale della Poule Scudetto, dove batté il Bra per 4-1. In finale i gialloblù ebbero ragione dei veneti del Delta Porto Tolle per 2-1, laureandosi campioni d'Italia dilettanti per la prima volta nella loro storia.
Nel corso della stagione, il 16 gennaio 2013, i gialloblù hanno affrontato in una amichevole ufficiale il Modena al Mazzella, venendo sconfitti per 3-1 dopo essersi portati momentaneamente in vantaggio.
Alla fine della stagione, su 40 match ufficiali disputati l'Ischia farà registrare 31 vittorie, 5 pareggi e 4 sconfitte, con 86 reti messe a segno e appena 26 subite.

#### 2013-2014: Lega Pro Seconda Divisione
In continuità con la precedente annata, la stagione inizia con un mercato estivo scoppiettante. Tra gli acquisti spiccano l'attaccante Antonio Di Nardo, il centrocampista Edoardo Catinali e Antonio Schetter, calciatori con grande esperienza in Serie B e Lega Pro. Il ruolo di segretario generale della società viene affidato a Giuseppe Iodice, ex dirigente della S.S.C. Napoli.
La squadra, dopo un buon inizio in Coppa Italia, non riesce ad ingranare: la prima vittoria arriva solo alla quinta giornata, al cospetto della Casertana. Pochi giorni dopo, il 3 ottobre, arrivano le dimissioni del Presidente Raffaele Carlino, conseguenza di uno sciopero indetto dalla squadra. Nel frattempo, mentre in Coppa Italia il cammino termina solo al terzo turno (preludio alle semifinali) per mano della Salernitana, in campionato si stenta: nelle successive quattordici giornate la squadra di Campilongo ottiene quattro vittorie e otto pareggi, un bottino magro per una squadra che puntava a vincere il girone.
Alla crisi tecnica si aggiunge quella societaria, acuita nei primi giorni del 2014: arenata la trattativa con un gruppo di imprenditori settentrionali di origini campane, per questioni di budget si inizia a parlare di cessioni importanti. L'8 gennaio arrivano le dimissioni del direttore sportivo Nicolino Crisano. Due settimane dopo, a seguito della sconfitta interna al cospetto del Chieti, l'allenatore Campilongo viene esonerato e al suo posto ingaggiato l'ex Giugliano Antonio Porta. Il progetto tecnico gialloblù conosce un vero e proprio ridimensionamento che si spiega con 10 cessioni eccellenti (vedi Nigro, Cascone, Di Nardo, Catinali, Schetter e Pedrelli) e l'acquisto di giocatori a basso costo in cerca di rivalsa dopo un inizio stagione negativo (da menzionare Scalzone, Tricoli, Muro e gli ischitani d'origine Davide Trofa e Andrea Impagliazzo).
Il nuovo allenatore, seguendo un diktat societario, mette in campo una formazione giovane, così da godere dei contributi della Legge Melandri (età media). Gli addetti ai lavori parlano di retrocessione sicura, ma la squadra sembra rigenerata: vittoria all'esordio con l'Aversa Normanna, sconfitta dignitosa con la Casertana, poi una serie di sette risultati utili consecutivi, in cui spiccano i successi su Teramo 
e Foggia. L'Ischia è la vera sorpresa del girone di ritorno: dopo la sconfitta con il Tuttocuoio, i gialloblù battono il Cosenza e - a tre giornate dal termine - si ritrovano con otto punti di vantaggio sulla nona in classifica (le prime otto accedono direttamente in Lega Pro unica). Nel turno successivo, nonostante la sconfitta a Melfi, gli isolani conquistano la promozione e tornano in terza serie dopo sedici anni. I campani termineranno il campionato al settimo posto.

#### 2014-2016: Dal ritorno in terza serie all'esclusione dalla Serie D
A distanza di 17 anni dall'ultima partecipazione (nell'annata 1997-98), l'Ischia si presenta pertanto al via del campionato terza serie: la squadra viene assemblata con vari giocatori giovani prelevati dalle selezioni giovanili di altri club, anche prestigiosi (tra cui Empereur dalla Fiorentina e Bulevardi dal Pescara), coadiuvati da qualche elemento di maggiore esperienza quali il difensore Sirignano e l'attaccante Ciotola. Lasciano invece l'Isolaverde vari elementi determinanti della rosa che nella stagione precedente aveva centrato l'ammissione alla Lega Pro unica: vengono tuttavia confermate le "bandiere" Mennella, Finizio e Armeno. In panchina viene confermato il tecnico Antonio Porta, mentre nei quadri societari l'ex calciatore del Napoli Giuseppe Taglialatela viene nominato presidente del comitato tecnico, con Vittorio Di Bello (garante della fideiussione depositata al fine di poter disputare il torneo) delegato al ruolo di amministratore unico.

Giuseppe Taglialatela, cresciuto nel vivaio dell'Ischia Isolaverde tra gli anni 1970 e 1980, e poi dirigente del club a metà anni 2010.

La stagione si rivela difficoltosa: la squadra gravita costantemente nella parte bassa della classifica: nelle prime sette giornate di campionato l'Ischia viene sconfitta (pur disputando buone partite) da squadre meglio attrezzate come Benevento e Salernitana, pareggia contro Melfi, Vigor Lamezia, Martina e Savoia e vince unicamente sul campo dell'Aversa Normanna. Segue poi una serie di sette sconfitte consecutive (sei in campionato e una in Coppa Italia), che conduce all'esonero del tecnico Antonio Porta (peraltro pesantemente contestato dalla tifoseria): in dissenso con tale decisione, il presidente del comitato tecnico Taglialatela e alcuni membri dello staff rassegnano le dimissioni dalle proprie cariche.
In questo frangente il controllo societario viene accentrato nelle mani di Vittorio Di Bello, mentre la panchina viene affidata al tecnico romano ed ex giocatore di futsal Agenore Maurizi. La nuova gestione viene inaugurata da otto punti racimolati in cinque partite consecutive, includenti una vittoria interna in rimonta contro il Lecce di Fabrizio Miccoli.
Il calciomercato invernale comporta una netta rifondazione della squadra: il nuovo organico tuttavia incappa in una fase di scarso rendimento, culminato nelle due sconfitte esterne per 6-0 contro il Foggia e per 4-0 contro la Paganese. L'Ischia riesce tuttavia a recuperare qualche posizione in classifica (complici le vittorie contro dirette concorrenti come Martina, Aversa Normanna e Reggina) e si garantisce un posto nei play-out. Decisive sono anche le 11 reti segnate dalla punta centrale Saveriano Infantino, giunto in prestito all'Isolaverde durante il mercato invernale.
Negli spareggi-retrocessione i gialloblù incrociano l'Aversa Normanna, che viene sconfitta all'andata al Mazzella per 4-1 (doppietta di Sirignano). Nella gara di ritorno l'Ischia viene tuttavia sconfitta per 3-1, riuscendo tuttavia a garantirsi la permanenza in terza serie grazie alla miglior differenza reti tra andata e ritorno.
La stagione 2015/16 si apre con il rientro nei quadri societari del presidente onorario Luigi Rapullino; in panchina viene chiamato il tecnico Leonardo Bitetto, a capo di una rosa con elementi di qualità quali Nicola Mancino, Ameth Fall e Liberato Filosa. In campionato, al buon rendimento iniziale succede a partire da dicembre un'involuzione che conduce i gialloblù nella parte bassa della classifica. Il calciomercato invernale indebolisce ulteriormente la rosa, inducendo un costante peggioramento del rendimento che neanche i cambi di panchina (a Bitetto succedono nell'ordine Nello Di Costanzo, Antonio Porta e, per le sole gare play-out, Giovanni Giuseppe Di Meglio e Enrico Buonocore) riescono ad arrestare. L'Ischia termina pertanto al diciassettesimo posto la stagione regolare, dovendo nuovamente giocarsi la salvezza ai playout contro il Monopoli. Il doppio confronto si risolve in una sconfitta per 0-3 in casa e una vittoria per 1-2 in trasferta, che sanciscono la retrocessione dell'Ischia dalla Lega Pro alla Serie D, cui tuttavia il sodalizio isolano non riesce ad iscriversi, venendo pertanto radiata dai campionati nazionali.

#### Dal 2017: Rinascita nei dilettanti
Dopo l'esclusione dalla quarta serie, nella stagione 2016-2017 e 2017-2018 il sodalizio prosegue la sua attività esclusivamente a livello giovanile.
Nel frattempo la società ischitana A.S.D. Florigium, militante nel girone B di Promozione Campania, assume la denominazione A.S.D. Nuova Ischia (senza tuttavia alcuna correlazione con la vecchia Isolaverde), adotta i colori sociali giallo e blu ed elegge a campo casalingo lo stadio Enzo Mazzella, contrattualizzando alcuni ex giocatori dell'Ischia Isolaverde, quali Luigi Mennella e Gianluca Saurino. Detto club, dopo aver finanche condotto il proprio girone laureandosi campione d'inverno, chiude la stagione regolare al terzo posto, per poi essere eliminato in finale play-off dal Mons Prochyta. Poche settimane dopo detta società rileva il titolo sportivo dell'A.S.D. Isola di Procida assumendo la nuova denominazione A.S.D. Sporting Ischia, acquisendo quindi il diritto a partecipare al campionato di Eccellenza; appena un mese dopo, a causa di dissidi, il titolo viene però ceduto alla Puteolana e la Nuova Ischia cessa di esistere.
Dopo questo ulteriore rovescio la società viene effettivamente rifondata per iniziativa di un gruppo di tifosi, rilevando il titolo sportivo e amministrativo della A.C. Sangennarese di San Gennaro Vesuviano e assumendo il nome di Associazione Sportiva Dilettantistica Rinascita Ischia Isolaverde, con in dotazione lo storico marchio sociale dalla "vecchia" Isolaverde, definitivamente scioltasi nello stesso anno.
Dopo aver vanamente tentato di iscriversi in Promozione, la Rinascita Ischia riparte dalla Prima Categoria, chiudendo infine quarta nel girone A e venendo eliminata nel primo turno dei play-off dal Plajanum Chiaiano; la presidenza, inizialmente affidata ancora una volta a Giuseppe Taglialatela, viene successivamente rilevata direttamente da alcuni rappresentanti della tifoseria e infine, nell'estate del 2018, dall'armatore ischitano Emanuele D'Abundo.
Contestualmente la squadra viene ripescata in Promozione campana e cambia denominazione in Società Sportiva Dilettantistica Ischia Calcio. La squadra sarà la rivelazione del girone di andata del campionato riuscendo a navigare costantemente nelle posizioni di vertice, nonostante un organico tutto locale, giovane e soprattutto composto in ritardo a causa del ripescaggio inaspettato. L'ottima posizione di classifica stimola quindi la società a rinforzare la squadra durante la sessione invernale di mercato, innestando praticamente in ogni reparto un giocatore di categoria superiore. Il risultato finale però non sarà quello atteso a causa di risultati fin troppo altalenanti: l'Ischia chiude quinta rimanendo addirittura esclusa dai play-off. A campionato ancora in corso viene ufficializzato Giuseppe Monti come nuovo allenatore per la stagione sportiva 2019-2020.
Nell’estate seguente la società interviene sul mercato riportando a Ischia il meglio del calcio isolano e, dopo un inizio complicato, riesce a conquistare la vetta della classifica in un avvincente testa a testa con il Pianura. A marzo il campionato viene sospeso per l’emergenza Covid ed entrambe le squadre, appaiate al primo posto, vengono d’ufficio promosse in Eccellenza.
L’Ischia ritorna quindi nella massima categoria regionale, iniziando la stagione con vari risultati positivi. L’emergenza Covid, però, impone un’altra sospensione del campionato, che ripartirà con un formato diverso nel mese di aprile. L’Ischia, dopo aver vinto il suo girone, si ritrova a disputare i play-off per la promozione in Serie D. Vengono eliminate Palmese e Pianura ai supplementari nei primi due turni, ma in finale arriva la sconfitta interna contro la Mariglianese. Fu una grande delusione per l’intera piazza, che aveva sognato il ritorno nel calcio nazionale. Al termine della stagione arriva il divorzio con Monti e il successivo arrivo in panchina di Angelo Iervolino. L’Ischia prosegue la politica di squadra tutta isolana imposta dal presidente D’Abundo e chiuderà il campionato al quarto posto con eliminazione al primo turno play-off per mano del San Marzano.
La stagione si chiude con le dimissioni del dg Taglialatela e del ds Lubrano e con la sorprendente decisione del presidente D’Abundo di non voler proseguire nel suo progetto. Alla vigilia dell’anno del centenario, dunque, l’Ischia si ritrova senza un proprietario e con il concreto di rischio di mancata iscrizione al successivo campionato di Eccellenza. Decisivo è l’intervento di Pino Taglialatela, che rileva la società diventandone presidente e organizzando un gruppo di sponsor (capitanati dall’ex presidente Lello Carlino) pronti a sostenerla. Rientra anche il direttore sportivo Lubrano, che costruirà una squadra che, guidata dal nuovo tecnico Enrico Buonocore, riuscirà poi a vincere il campionato nonostante la presenza di squadre più forti dal punto di vista economico. Nell’anno del centenario, quindi, l’Ischia riesce a ottenere uno storico successo con la conseguente promozione in Serie D.
La stagione 2023/2024 vede quindi l’Ischia inserita nel girone G di Serie D. A guidarla sempre Pino Taglialatela come presidente, con le conferme del ds Lubrano e dell’allenatore Enrico Buonocore.

## Colori e simboli

### Colori
I colori della squadra sono il giallo ed il blu che furono adottati verso il finire degli anni Cinquanta. Infatti nei primissimi anni di vita, in special modo durante la disputa dei tornei Ulic negli anni Trenta, i calciatori indossavano generalmente una maglia a strisce bianconere con pantaloncini e calzettoni bianchi. Negli anni Cinquanta, a causa delle ristrettezze economiche in cui versava il club, furono utilizzate maglie a strisce verticali neroazzurre donate alla società da Aldo Campatelli, all'epoca giocatore dell'Inter e frequentatore dell'isola. Sul finire degli anni Cinquanta, quindi, furono adottati gli attuali colori sociali e la divisa richiamava nello stile quella del Boca Juniors. Negli anni Ottanta e Novanta furono utilizzate delle casacche con una banda blu che copriva le spalle e le braccia e maglia gialla. Questa divisa fu resa celebre per la promozione in Serie C1 del 1986-1987. Più in generale, nel corso degli anni la società non si è mai data uno stile unico per le divise da gioco le quali, pur non discostandosi mai dai colori societari, di volta in volta hanno assunto fantasie diverse.
Per quanto riguarda le divise da trasferta il colore principale è generalmente il bianco. Questa casacca compare per la prima volta negli anni Sessanta e fu resa celebre perché fu indossata dagli atleti che conquistarono la promozione in Serie D nel 1963-1964, nella finale con l'Angri e da quelli che vinsero il campionato di Serie C2 del 1990-1991. Nel corso degli anni Settanta per un certo periodo furono utilizzate anche delle divise completamente rosse, così come negli anni Novanta furono il verde ed il bianco a costituire i colori della seconda maglia. In genere viene anche utilizzato un completo blu con qualche inserto di colore giallo.

### Simboli ufficiali

#### Stemma
Lo stemma storico dell'Ischia riprende parzialmente le forme dell'emblema araldico del maggior comune isolano: esso raffigura in forma stilizzata l'isola (sotto forma di tre cuspidi) emergente dai flutti del mare. Fermo restando il contenitore (uno scudetto giallo), a decorrere dal 1998 lo stemma è stato ristilizzato e arricchito: la figura dell'isola è stata ricolorata in verde, in posizione centrale è stato aggiunto un pallone da calcio di tipo moderno (a pentagoni ed esagoni) e in capo il motto comunale Ischia Fidelitatis Aeternae è stato soppiantato dalle varie denominazioni societarie.

Logo in uso fino al 2014.
Logo in uso dal 2014 al 2016.
Lo stemma della Rinascita Ischia Isolaverde (2017-2018)
Logo in uso dal 2018.

#### Inno
e chianu chian te arrubbat 'o core!

Ischia na realtà,

so gialli e blu e suonn e chist ammore!

Tenimm 'o mare, 'o sole, 'o cielo e a voglia 'e cammenà

e mo tenimm sta speranza ca ce fa sunnà!»
(Prima strofa de: Ischia faje sunnà di Ciro Sebastianelli)
L'inno dell'Ischia Calcio è la canzone "Ischia faje Sunnà" composta dal cantautore napoletano Ciro Sebastianelli nel 1987, per celebrare la prima vittoria della squadra isolana nel campionato di Serie C2.

## Strutture

### Stadio
Il primo campo dell'Ischia è stato il cosiddetto "Riserva Mazzella", dal nome del notaio Bonaventura Mazzella, che nei primi anni '20 mise a disposizione una radura situata nella pineta di Ischia, affinché potesse essere trasformata in un campo di calcio. In questo campo, privo peraltro di tribune, l'Ischia disputò i Tornei Uliciani finché il legittimo proprietario, nel 1937, revocò la concessione agli atleti per l'utilizzo della radura.

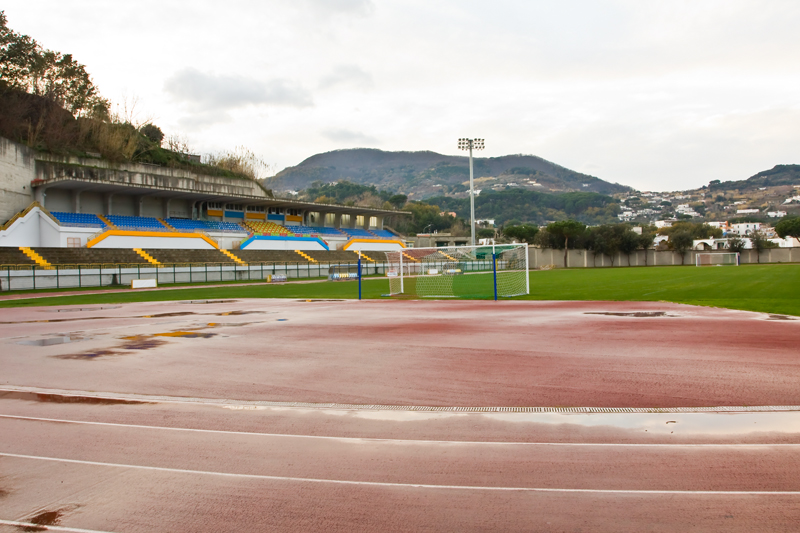
La tribuna coperta del Mazzella.

Dopo l'abbandono del "Riserva Mazzella" l'allora allenatore dell'Ischia, Filippo Ferrandino, ebbe in concessione nel 1938 una radura affinché potesse essere trasformata in campo sportivo. Tale radura si trovava nella zona ricoperta di lava dall'eruzione del 1301, il cosiddetto "Arso" da cui derivò il primo nome ufficiale dell'impianto, lo Stadio dell'Arso. Nella sua prima conformazione l'impianto era costituito dal solo rettangolo di gioco, che fu ricavato dagli stessi atleti dell'Ischia, che si adoperarono per far brillare con delle mine gli enormi massi lavici presenti e per spianare il terreno. Nel 1948 fu intitolato alla memoria di Vincenzo Rispoli , giovane calciatore ischitano, talentuosa mezz'ala, che giocò nei gialloblù dal 1935 fino alla sua morte, avvenuta l'8 settembre 1943 a Vietri sul Mare. La partita di inaugurazione fu giocata contro la Puteolana, mentre l'ultima gara al Rispoli fu contro il Frosinone, il 17 aprile del 1988.
L'Ischia gioca le partite casalinghe nello stadio comunale di Ischia "Enzo Mazzella", il principale e più grande stadio di calcio di Ischia.
L'impianto fu progettato nel 1986 ed entrò in funzione il 24 aprile del 1988 con la partita di campionato Ischia - Puteolana (1-0 rete di Salvatore Buoncammino). Prende il nome dal defunto Vincenzo Mazzella, ex sindaco di Ischia e artefice principale della costruzione del nuovo stadio. Nell'ospitare le partite dell'Ischia sostituì lo stadio "Vincenzo Rispoli".
È uno stadio polivalente, dotato di pista d'atletica a sei corsie e di impianto di illuminazione artificiale. Il rettangolo di gioco è in erba e misura 110 m in lunghezza e 65 m in larghezza. L'impianto, in cemento armato, è composto da una tribuna principale dotata di due livelli e posta a sud-ovest. Il primo livello è scoperto ed è composto da gradinate, mentre il secondo è totalmente coperto con tutti i posti a sedere. Di fronte alla tribuna principale è situato il settore distinti, posto a nord-est, dotato di gradinate e privo di copertura. Quest'ultimo viene usato per sistemare le tifoserie ospiti.

### Centro di allenamento
L'Ischia Isolaverde svolge tradizionalmente le sue sedute di allenamento principalmente allo Stadio Vincenzo Rispoli, secondo impianto per grandezza del Comune di Ischia, dotato di un terreno erboso sintetico di terza generazione. Inoltre, in caso di pioggia, è solita utilizzare per gli allenamenti il Palazzetto dello Sport Federica Taglialatela, tendostruttura situata nei pressi dello Stadio Mazzella.

## Società
L'Ischia Calcio è una Società a responsabilità limitata dalla stagione 2018-2019. La società è controllata dal presidente Emanuele d’Abundo.

### Organigramma societario
- Pino Taglialatela - Presidente
- Giuseppe Borsò - Vice-presidente
- Mario Lubrano Lavadera - Direttore Sportivo
- Franco Impagliazzo - Responsabile dell'area tecnica

### Sponsor
| Cronologia degli sponsor tecnici - 1991-1993 Umbro - 1993-1997 Legea - 1997-1998 Erreà - 1999-2003 Legea - 2003-2006 Zeus Sport - 2006-2007 Umbro - 2007-2008 Rmb - 2008-2010 Virma - 2010-2011 Macron - 2011-2013 Zeus Sport - 2013-2016 Givova - 2016-2017 - 2017-2018 Givova - 2018- Mizuno - 2021-2023 Jaked - 2018- Magma | Cronologia degli sponsor ufficiali - 1983-1984 Vieni a Ischia - 1985-1986 Sanyo - 1986-1989 Parmacotto - 1990-1991 Ischia conta su di te - 1991-1994 Ischia Isolaverde - 1994-1996 Banca Popolare di Napoli - 1996-1998 Themis - 2002-2003 Aenaria Viaggi - 2009-2011 Medmar - 2011-2013 Carpisa/Yamamay - 2013-2014 Carpisa/Yamamay/Caffè Motta - 2014-2015 Carpisa/Yamamay - 2015-2016 non presente - 2016-2017 - 2017-2018 Stella Maris Hotel Terme - 2018- non presente |

## Allenatori e presidenti
- 1922-1928 ...
- 1928-1936  Edoardo Greco
- 1936-1937 ...
- 1937-1945  Filippo Ferrandino
- 1945-1948  Edoardo Greco
- 1948-1949 ...
- 1949-1960  Filippo Ferrandino
- 1960-1961  Filippo Ferrandino
 Silverio Tricoli
- 1961-1962  Ciro Barile
- 1962-1963  Ciro Barile e  Postiglione
- 1963-1965  Ciro Barile e  Lupoli
- 1965-1966  Mario Rosi
 Filippo Ferrandino e  Salvatore Di Meglio
 Gennaro Boerio
- 1966-1967  Armando Rosati
- 1967-1968  Cavallina
 Gennaro Boerio
- 1968-1972  Rosario Rivellino
- 1972-1973  Raffaele Lupoli
- 1973-1974  Silvano Scarnicci
- 1974-1975  Lamberto Leonardi
- 1975-1976  Ciro Barile
 Pasquale Atripaldi
- 1976-1977  Tiberio Manzini
 Giuseppe Zampillo
- 1977-1978  Michele Abbandonato
- 1978-1979  Renato Tonon
 Biccari
 Giuliano Spignese
 Greco
- 1979-1980  Silvano Scarnicci
- 1980-1981  Giuliano Spignese
- 1981-1982  Benito Montalto
- 1982-1984  Michele Abbandonato
- 1984-1985  Michele Abbandonato
 Vincenzo Rispoli
- 1985-1986  Benito Montalto
- 1986-1988  Rosario Rivellino
- 1988-1989  Franco Villa
 Gennaro Rambone
- 1989-1990  Gennaro Rambone
 Vincenzo Rispoli
- 1990-1992  Piero Cucchi
- 1992-1993  Pasquale Casale
- 1993-1994  Alessandro Abbondanza
 Cané
 Pasquale Casale
 Gianni Balugani
- 1994-1995  Gianni Balugani
 Pasquale Casale
 Vincenzo Rispoli
- 1995-1996  Vincenzo Rispoli
- 1996-1997  Piero Cucchi
- 1997-1998  Piero Cucchi
 Vincenzo Rispoli
- 1998-1999  Franco Impagliazzo
 Gaetano Di Liddo
 Franco Impagliazzo
 Rosario Tortora
- 1999-2000  Franco Matrecano
 Michele Abbandonato
 Vincenzo Rispoli
 Salvatore Buoncammino
- 2000-2001  Bruno Mandragora
- 2001-2002  Enzo Granata
 Salvatore Buoncammino
- 2002-2003  Salvatore Buoncammino
 Bruno Mandragora
- 2003-2004  Marco Sapocchetti
 Ninni Corda
 Nello Migliaccio
- 2004-2005  Giovanni Macera
 Gianfranco Pilato
- 2005-2006  Enzo Troiano
- 2006-2009  Franco Impagliazzo
- 2009-2010  Giuseppe Monti
- 2010-2011  Giuseppe Monti
 Ferruccio Mariani
- 2011-2012  Domenico Citarelli
 Bruno Mandragora
 Domenico Citarelli
 Ciro Bilardi
- 2012-2013  Salvatore Campilongo
- 2013-2014  Salvatore Campilongo
 Antonio Porta
- 2014-2015  Antonio Porta
 Agenore Maurizi
- 2015-2016  Leonardo Bitetto
 Nello Di Costanzo
 Antonio Porta
 Giovanni Giuseppe Di Meglio
- 2016-2017
- 2017-2018  Massimo Fontanella
 Isidoro Di Meglio
- 2018-2019  Ciro Bilardi
- 2019-2021  Giuseppe Monti
- 2021-2022  Angelo Iervolino
- 2022-2024  Enrico Buonocore
- 2024-2025  Enrico Buonocore
 Antonio Foglia Manzillo

- 1922-1927  Biagio Buonocore
- 1927-1928  Waschimps
- 1928-1945  Biagio Di Meglio
- 1945-1947  Attilio Iacono
- 1947-1949  Antonio Borgogna
- 1949-1954  Luca Scotti
- 1954-1955  Giacomo Deuringer
- 1955-1963  Luca Scotti
- 1963-1967  Franco Di Manso
- 1967-1980 ...
- 1980-1981  Felice Cantone
- 1981-1982 ...
- 1982-1985  Felice Cantone
- 1985-1986  Teodoro Stilla
- 1986-1989  Roberto Fiore
- 1989-1994  Bruno Basentini
- 1994-1995  Catello Buono
- 1995-1997  Francesco Fermo
- 1997-1998  Lucio Varriale
- 1998-1999  Giuseppe Di Costanzo
- 1999-2003  Giuliano Spignese
- 2003-2004  Roberto Goveani
- 2004-2005  Attilio Cesarano
 Vito Iacono
- 2005-2006  Bruno Basentini
- 2006-2007  Antonio Barile
- 2007-2008  Alberto Bazzoli
- 2008-2009  Giuliano Spignese
- 2009-2010  Giampaolo Castagna
 Mauro Marena
- 2010-2011  Gianni De Vivo
- 2011-2012  Prospero Santo
- 2012-2014  Raffaele Carlino
- 2014-2015  Vittorio Di Bello
- 2015-2016  Luigi Rapullino
- 2016-2017
- 2017-2018  Giuseppe Taglialatela
 Ciro Curci
 Guido Florido
- 2018-2022  Emanuele D'Abundo
- 2022-  Giuseppe Taglialatela

## Palmarès

### Competizioni nazionali
- Scudetto Serie D: 1

2012-2013

### Competizioni interregionali
- Serie C2: 1

1990-1991 (girone D)
- Campionato Interregionale: 1

1982-1983 (girone H)
- Serie D: 1

2012-2013 (girone H)

### Competizioni regionali
- Prima Categoria: 1

1964-1965 (girone B)
- Eccellenza: 3

2005-2006 (girone A), 2020-2021 (girone B), 2022-2023 (girone A)
- Coppa Italia Dilettanti Campania: 1

2003-2004
- Supercoppa Campania: 1

2005-2006
- Promozione: 1

2019-2020 (girone B)

### Altri piazzamenti
- Serie D:

Secondo posto: 1970-1971 (girone G)
Terzo posto: 1974-1975 (girone G), 2011-2012 (girone H)
- Eccellenza:

Secondo posto: 2000-2001 (girone A), 2003-2004 (girone A)
- Coppa Italia Semiprofessionisti:

Semifinalista: 1975-1976
- Coppa Italia Dilettanti Campania:

Semifinalista: 2000-2001

## Statistiche e record

### Partecipazione ai campionati
Campionati nazionali
| Livello | Categoria                  | Partecipazioni | Debutto   | Ultima stagione | Totale |
| ------- | -------------------------- | -------------- | --------- | --------------- | ------ |
| 3º      | Lega Pro                   | 2              | 2014-2015 | 2015-2016       | 12     |
| 3º      | Serie C1                   | 10             | 1987-1988 | 1997-1998       | 12     |
| 4º      | Serie D                    | 16             | 1960-1961 | 2024-2025       | 22     |
| 4º      | Serie C2                   | 5              | 1983-1984 | 1990-1991       | 22     |
| 4º      | Lega Pro Seconda Divisione | 1              | 2013-2014 | 2013-2014       | 22     |
| 5º      | Serie D                    | 8              | 1978-1979 | 2012-2013       | 10     |
| 5º      | Campionato Interregionale  | 2              | 1981-1982 | 1982-1983       | 10     |

L'Ischia Isolaverde ha partecipato in totale a 42 campionati di livello nazionale: in chiaro sono evidenziate le annate professionistiche ai sensi delle NOIF della FIGC in materia di tradizione sportiva cittadina.
Campionati regionali
- Campionato Campano di Seconda Divisione: 2

dal 1939-1940 al 1949-1950
- Campionato Campano di Prima Divisione: 5

dal 1942-1943 al 1951-1952
- Campionato Campano di Promozione: 7

dal 1952-1953 al 1980-1981
- Campionato Campano Dilettanti: 2

dal 1957-1958 al 1958-1959
- Campionato Campano di Prima Categoria: 5

dal 1959-1960 al 1964-1965
- Campionato Campano di Eccellenza: 8

dal 1998-1999 al 2005-2006

### Partecipazioni alle coppe nazionali
| Competizione                    | Partecipazioni | Debutto   | Ultima stagione | Totale |
| ------------------------------- | -------------- | --------- | --------------- | ------ |
| Coppa Italia Serie C            | 15             | 1983-1984 | 1997-1998       | 31     |
| Coppa Italia Lega Pro           | 3              | 2013-2014 | 2015-2016       | 31     |
| Coppa Italia Semiprofessionisti | 1              | 1975-1976 | 1975-1976       | 31     |
| Coppa Italia Serie D            | 7              | 2006-2007 | 2012-2013       | 31     |
| Coppa Italia Dilettanti         | 5              | 1979-1980 | 2003-2004       | 31     |

### Statistiche di squadra
Di seguito l'elenco dei migliori piazzamenti ottenuti dalla squadra nei campionati nazionali.
Serie C1
L'Ischia ha partecipato a 12 campionati di Serie C1/Lega Pro, ottenendo il seguente miglior piazzamento:
- 1 quinto posto (1991-1992)[213]

Serie C2
L'Ischia ha partecipato a 6 campionati di Serie C2/Lega Pro Seconda Divisione ottenendo i seguenti migliori piazzamenti:
- 1 primo posto (1990-1991)[213]
- 1 secondo posto (1986-1987)[213]

Serie D
L'Ischia ha partecipato a 22 campionati di Serie D ottenendo i seguenti migliori piazzamenti:
- 1 primo posto (2012-2013)
- 1 secondo posto (1970-1971)[213]
- 2 terzo posto (1974-1975), (2011-2012)[213]

Campionato Interregionale
L'Ischia ha partecipato a 2 Campionati Interregionali ottenendo i seguenti migliori piazzamenti:
- 1 primo posto (1982-1983)[213]
- 1 secondo posto (1981-1982)[213]

Coppa Italia Serie C
L'Ischia ha partecipato a 19 edizioni della Coppa Italia Serie C/Coppa Italia Lega Pro/Coppa Italia Semiprofessionisti ottenendo il seguente miglior piazzamento:
- 1 semifinale (1975-76)

Coppa Italia Serie D
L'Ischia ha partecipato a 7 edizioni della Coppa Italia Serie D ottenendo il seguente miglior piazzamento:
- 1 sedicesimo di finale (2008-2009)

Coppa Italia Dilettanti
L'Ischia ha partecipato a 5 edizioni della Coppa Italia Dilettanti ottenendo il seguente miglior piazzamento:
- 1 ottavi di finale (1979-80)

### Statistiche individuali
Il giocatore che detiene il record di presenze in campionato è Franco Impagliazzo, con 431 presenze. Quest'ultimo detiene anche il record assoluto di presenze (500 tra Campionato e Coppa Italia).
Il primato per quanto concerne la sola Serie C va invece a Giuseppe Monti, con 311 presenze.
Il giocatore che ha segnato più gol in assoluto in maglia gialloblù è Salvatore Di Meglio, con 148 reti in totale.
Il record di gol in un singolo campionato di Serie C1 appartiene a Luigi Di Baia e Saveriano Infantino, con 11 reti rispettivamente nei campionati 1993-1994 e 2014-15, mentre il giocatore con più reti in Serie C2 è Vincenzo Onorato, con 19 reti nella stagione 1986-1987. In Serie D il miglior marcatore stagionale è Ranieri Pirro, con 16 reti nella stagione 2007-2008. Il primato di reti in Eccellenza appartiene a Luigi Caliano, autore di 22 reti nella stagione 2003-2004.
- Franco Impagliazzo 431
- Giuseppe Monti 403
- Giuseppe Zampillo 348
- Renato Tonon 300
- Antonio Barile 296
- Gennaro Giametta 280
- Aniello Lauro 280
- Salvatore Di Meglio 274
- Giuliano Spignese 259
- Alberto Postiglione 250

- Giuseppe Monti 311
- Franco Impagliazzo 277
- Vincenzo Fusco 209
- Giovanni Martusciello 160
- Vincenzo Pepe 155
- Marco Morrone 143
- Massimiliano D'Urso 141
- Luca Gonano 141
- Leonardo Aloi 137
- Gennaro Monaco 137

- Franco Impagliazzo 43
- Renato Lo Masto 38
- Vincenzo Onorato 31
- Luca Gonano 23
- Salvatore Buoncammino 20
- Luigi Di Baia 16
- Davide Ricci 14
- Massimiliano D'Urso 12
- Fabrizio Fabris 11
- Saveriano Infantino 11
- Antonio Barbera 10
- Gaetano Musella 10

## Tifoseria

### Storia
La nascita del tifo organizzato ad Ischia risale ai primi anni '80 con la comparsa del Commando Ultrà e della Vecchia Guardia che confluirono, nel 1983, nel gruppo più longevo del panorama ultras ischitano: gli Yellow Blue Lions.

Il tifo e gli ultras ischitani negli anni novanta.

Nel corso degli anni molti sono stati i gruppi che hanno seguito le sorti della squadra ischitana, degni di menzione i Warriors, gli Irriducibili, le Teste Matte, i Guardians, i Viking, i già citati Yellow Blue Lions, gli Ultras Liberi (disciolto per via delle numerose diffide ricevute), fondati nel 2006, e il gruppo Ischitani, fondato nel 2011.
Dalla rinascita del 2017 al 2022, la tifoseria Ischitana si è identificata con un vessillo targato Ischia 1922. Dal settembre 2023 sono attivi solamente due gruppi: Gente di Mare Ischia e Anni 90.
Nel 2012 è stato fondato il primo club di tifosi dell'Ischia con sede a Shanghai denominato Fans Club Ischia Football Club. Fondato sotto impulso del Presidente Raffaele Carlino, il club è presieduto da Massimiliano De Giovanni e consta di 44 membri.

### Gemellaggi e rivalità
La tifoseria dell'Ischia vanta due gemellaggi con le tifoserie dell’Acerrana e del Perugia. Il primo nacque negli anni '90 allorquando le due formazioni si affrontavano in Serie C1. Il primo gemellaggio si sciolse, mentre il secondo è rimasto attivo.
Attualmente la tifoseria ischitana vanta solidi rapporti di amicizia con le curve di Juve Stabia, Forio e Mariglianese.
Per quanto riguarda le rivalità spicca su tutte quella con la Turris, risalente agli anni '80 e negli ultimi anni salita alla ribalta a causa degli scontri del novembre 2008 che fecero sì che da allora le partite tra le due squadre si giocassero senza tifoserie ospiti. Un'altra rivalità, dopo gli scontri sull’isola, è quella con i sostenitori della Puteolana che costò agli ultras Ischitani alcune diffide.
Forti rivalità anche con Savoia e Ercolanese.
Rivalità minori quelle con Casertana, Gladiator, Aversa Normanna, Portici e Matera, mentre alcune sono del tutto sopite a causa del fatto che le tifoserie non si incontrano da anni, come quelle con Siena, Chieti, Ternana e Salernitana.